# Stazione di Iwama
La stazione di Iwama (岩間駅?, Iwama-eki) è una stazione ferroviaria di Kasama, città della prefettura di Ibaraki e servita dalla linea Jōban della JR East.

## Linee
JR East
■ Linea Jōban

## Struttura
La stazione è dotata di due marciapiedi laterali con un totale di due binari passanti in superficie.
| 1 | ■ Linea Jōban | per Tomobe, Mito, Katsuta, Hitachi, e Iwaki    |
| 2 | ■ Linea Jōban | per Ishioka, Tsuchiura, Toride, Kashiwa e Ueno |

## Stazioni adiacenti
| «                    | Servizio             | »                    |
| Linea Jōban - Rapida | Linea Jōban - Rapida | Linea Jōban - Rapida |
| -------------------- | -------------------- | -------------------- |
| Hatori               | Locale               | Tomobe               |